# 中村大
中村 大（なかむら おおき）は日本の考古学者。立命館グローバル・イノベーション研究機構専門研究員(2014年度4月時点）

## 経歴・職歴
- 1997年4月 - 2002年3月國學院大學文学部・助手
- 2002年4月 - 2003年8月國學院大學文学部・非常勤講師
- 2003年9月 - 2005年3月セインズベリー日本藝術研究所・半田考古学フェロー
- 2005年4月 - 2008年3月國學院大學文学部・非常勤講師
- 2006年12月 - 2008年3月國學院大學研究開発推進機構・客員研究員
- 2008年4月 - 2012年3月総合地球環境学研究所・プロジェクト研究員
- 2011年4月 - 2013年3月MIHO MUSEUM・客員研究員
- 2013年4月 - 2014年3月セインズベリー日本藝術研究所・共同研究員
- 2014年4月 - 立命館大学立命館グローバル・イノベーション研究機構・専門研究員

## 学位
- 修士（歴史学）(國學院大學)

## 委員
- 2008年5月 古代学協会  古代文化編集委員会・編集参与
- 2014年4月 セインズベリー日本藝術研究所アソシエイト・フェロー